# Бои в Бирче и окрестностях
Бои в Бирче и окрестностях — серия атак УПА на город Бирча в Подкарпатском воеводстве Польши.

## Предыстория
После окончания Второй мировой войны, часть этнических украинских земель: Подляшье, Холмщина и Лемковщина оказались за т. н. «Линией Керзона» в Польской Народной Республике. Польское коммунистическое правительство устанавливало здесь свои порядки, прежде всего на восточных территориях, которые были для него опасны, потому что там действовали отряды УПА. Поляки-коммунисты хотели избавиться любой ценой от украинского населения, переселяя его к УССР.
Командование УПА-Запад решило уничтожить польский гарнизон в Бирче, и окрестные более мелкие села с целью противодействия выселению украинцев, выбить оттуда польские гарнизоны Войска польского и переселенческие комиссии. Для операции был задействован Перемышльский курень УПА под командованием заместителя командира ТО-26 «Лемко» Михаила Гальо-"Конька" (сотни «Громенко», «Бурлаки», «Ласточки» и «Барона»), также им на помощь прибыл из-за «линии Керзона» курень УПА под командованием «Прута» (Павла Вацика).

## Бои

### Первая атака УПА
Первая атака на Бирчу состоялась в ночь с 21 на 22 октября 1945 года в 23:30 вечера. Борьба длилась около четырех часов. Погибло 17 солдат польской армии и 12 мирных жителей были убиты, согласно телеграмме польской милиции. Среди жертв были, в частности, три женщины и ребенок. Один из местных украинцев также погиб. 11 жилых домов, армейских казарм и лесопилка были сожжены.Потери УПА составили 4 убитых и 6 раненых.
В то же время УПА атаковала Кузьмину, где также находился гарнизон Войска Польского. 10 польских солдат погибли. Потери УПА составили 4 убитых и 9 раненых. После первой атаки УПА командир гарнизона Бирчи Александр Выгнанский приказал окружить село  укреплениями: траншеями, землянками.

### Вторая атака УПА
Второе нападение на Бирчу состоялось с 29 ноября в 22 часа ночи. Город обстреляли из минометов и пулеметов. После пятичасового боя, около 3 часов утра, УПА отступила.  Атака была фиктивной; на самом деле, повстанцы совершили отвлекающий манёвр с целью сжечь сёла: Старая Бирча, Коржениц, Богушувка, Ломня и Гута Бруская. Во время боев некоторые жители атакованных городов бежали в Бирчу.
Во время атаки 6 польских солдат были разоружены и взяты в плен бойцами УПА, но вскоре освобождены и возвращены в гарнизон. Боевые потери при атаке составили: убитыми 3 солдата, в том числе 2 офицера. Потери уповцев установить не удалось, по словам польских историков Эдмунда Гинальского и Евгениуша Высокинского, было убито 8 человек, в сообщениях УПА упоминается несколько раненых, один из которых позже скончался.

### Третья атака УПА
В ночь на 7 января 1946 началось очередное наступление УПА на Бирчу. Всего в штурму участвовало четыре отряда, а именно: сотни «Ударники-4» (командир Владимир Щигельский-«Бурлака»), «Ударники-7» (командир Григорий Янковский-«Ласточка»), «Ударники-2» (командир Дмитрий Карванский-«Орский», заменил раненого Михаила Дуду-«Громенко») и "Ударники-6» (командир сотенный «Яр», фамилия неизвестна). Акция совпадала по времени со Сочельником по юлианскому календарю. Расчет украинцев заключался в том, что именно в этот вечер поляки меньше всего будут готовы к нападению, но все же он не оправдался.
Наступление проходило двумя группами с востока и запада. Задачей первой группы, которую возглавлял Владимир «Бурлака» Щигельский было привлечь внимание врага с востока и навязать бой, тогда, как вторая группа с запада должна была прорваться в город. Группе Владимира Щигельского удалось во время наступления не только отвлечь внимание, но и вступить в восточную часть города и захватить там несколько позиций противника. Однако уже в начале боя стало ясно, что поляки готовы к активной обороне. У повстанцев уже заканчивались боеприпасы. Бой на восточной стороне продолжался до утра. Наконец, когда около восьми утра стало вполне понятно, что бой на западной стороне прекратился, и поляки все свои силы перебросили против отрядов подчиненных «Бурлаке», тот отдал приказ отступать.
Часть из-за плохой погоды слишком поздно прибыла на место постоя и не было никакой технической возможности предупредить об этом другую часть. Кроме того, польский гарнизон оказался готов к атаке, а гарнизон этот насчитывал около 1500 польских воинов и роту НКВД, которые кроме численного преимущества имели возможность использовать укрепления. Повстанцам не хватило тяжелого оружия для штурма укреплений, а впоследствии боекомплекта для продолжения затянувшегося боя.
Согласно данным УПА, 23 повстанца были убиты в бою (в том числе «Конёк» и «Орский»), 22 ранены. В том же отчете польские потери оцениваются в 70 убитых и неизвестное количество раненых.
Польские источники утверждают, что УПА понесла потери в 140 убитых и 12 пленных, в то время как с польской стороны было (по данным Гинальского и Высокиньского) только 9 раненых.
Однако эксгумация, проведенная в 1999 году, показала, что в месте, указанном как место захоронения членов УПА, находилось 28 скелетов. Состояние скелетов указывало на то, что только на двух из них были видны следы ран от боя. Остальные бандеровцы, вероятно, были взяты в плен и убиты после длительных пыток (их били прикладом) и контрольными выстрелами в затылок.